# Ray Caesar
Ray Caesar (26 ottobre 1958) è un artista inglese che vive e lavora a Toronto.

## Biografia
Tra il 1977 ed il 1980 Ray Caesar frequentò l'Ontario College of Art, per poi entrare a lavorare nel dipartimento di arte e fotografia dell'Ospedale per bambini malati di Toronto, in un programma di arteterapia. Proprio le esperienze nell'ospedale pediatrico lo influenzarono profondamente nella sua successiva attività artistica.
I ritratti di Ray Caesar descrivono spesso creature infantili con deformità fisiche ed elementi grotteschi sullo sfondo di una fiaba di oscurità e allusioni sessuali. Nelle sue creazioni fonde elementi di stili decorativi ed epoche architettoniche, mescolando Art decò, stile vittoriano e codici visivi dei primi del 1900. Le immagini di Caesar sono create digitalmente utilizzando un software di modellazione 3D chiamato Maya, acquisito durante il lavoro nell'animazione digitale per l'industria televisiva e cinematografica dal 1998-2001.
Nel 1999, Caesar ha ricevuto una Primetime Emmy Nomination per gli effetti speciali del suo lavoro sul Total Recall 2070, una Gemini Nomination per gli effetti speciali e un Monitor Award per gli effetti speciali.

## Alcune esposizioni
- 2015 - Pretty Little Predators, Gallery House, Toronto, Canada
- 2014 - The Trouble With Angels, Palazzo Saluzzo Paesana, Torino, Italia
- 2014 - The Trouble With Angels, Dorothy Circus Gallery, Roma, Italia
- 2013 - Ray Caesar, Corey Helford Gallery Retrospective Show, Culver City, LA, USA
- 2012 - Ray Caesar, Kochxbos Gallery, Amsterdam, Olanda
- 2011 - A Gentle Kind Of Cruelty, Jonathan LeVine Gallery, New York, USA
- 2011 - Solo show, Corey Helford Gallery, LA California, USA
- 2010 - I Sogni Di Cristallo, Mondo Bizzarro Gallery, Roma, Italia
- 2007 - Ipso Facto, Richard Goodall Gallery, Manchester, Inghilterra
- 2007 - Retrospettiva, Mondo Bizzarro Gallery, Roma, Italia
- 2006 - Sweet Victory, Jonathan LeVine Gallery, New York, USA
- 2005 - Secret Doors and Hidden Rooms, Jonathan LeVine Gallery, New York, USA